# Who Knows
Who Knows – trzeci album autorski polskiego muzyka na emigracji Pawła Rosaka, wydany 30 września 2016 przez MJM Music PL. Został nagrany m.in. z gitarzystą – Oscarem Castro-Nevesem i takimi muzykami jak: saksofonista Gary Meek, gitarzysta Hugh Burns, trębacz Lulo Pérez czy polska piosenkarka Anna Maria Jopek.

## Lista utworów
| 1. | „Oscar's Intro”                                      | 0:05  |
|    |                                                      |       |
| 2. | „Love Is a Traveller” + Anna Maria Jopek             | 6:36  |
|    |                                                      |       |
| 3. | „Whispers and Cries”                                 | 5:21  |
|    |                                                      |       |
| 4. | „My Bossa Nova”                                      | 5:27  |
|    |                                                      |       |
| 5. | „Adonde vas?”                                        | 8:52  |
|    |                                                      |       |
| 6. | „Love Will Always Flow”                              | 5:45  |
|    |                                                      |       |
| 7. | „I'm Coming Home”                                    | 4:27  |
|    |                                                      |       |
| 8. | „Mysteries of the Heart”                             | 4:34  |
|    |                                                      |       |
| 9. | „Love Is a Traveller (Unplugged)” + Anna Maria Jopek | 5:31  |
|    |                                                      |       |
|    |                                                      | 46:38 |
|    |                                                      |       |